# Thực dân Anh tại châu Mỹ

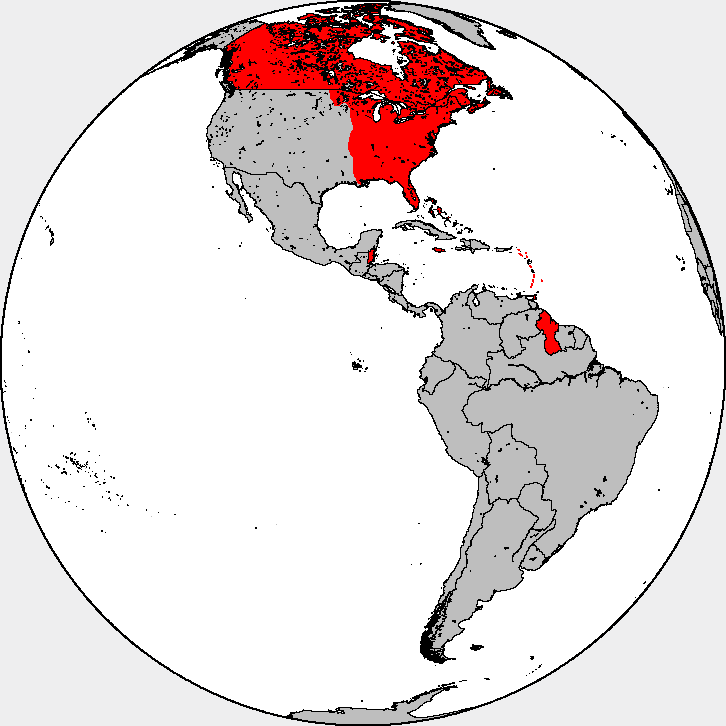
Các thuộc địa của Anh tại Bắc Mỹ

Thuộc địa của Đế quốc Anh tại châu Mỹ là lịch sử về quá trình kiểm soát cũng như thiết lập thuộc địa của người Anh và Scotland (trước Đạo luật Liên minh năm 1707) và người Liên hiệp Anh (sau năm 1707), chủ yếu diễn ra tại Bắc Mỹ.
Vào đầu thế kỷ XVII, Anh nắm các thuộc địa phát triển nhanh gồm bờ Đông (mười ba thuộc địa sau này sẽ trở thành Hoa Kỳ), các tỉnh hàng hải Canada và các đảo nhỏ của Antilles như Jamaica và Barbados. Cuộc xâm lược của các thuộc địa Tây Ban Nha ở Nam Mỹ nhằm chiếm giữ thành phố Cartagena, Colombia đã bị chặn đứng vào năm 1741. Sự mở rộng này ở châu Mỹ được một số nhà sử học coi là sự kết thúc của đế chế đầu tiên của Anh, giai đoạn thứ hai diễn ra ở châu Á và châu Phi.
Ban đầu, các thuộc địa sinh ra lợi nhuận cao nhất là những thuộc địa sản xuất đường: ở Tây Ấn, chế độ nô lệ trở thành trụ cột của nền kinh tế địa phương. Các thuộc địa sản xuất thuốc lá, bông và gạo ở phía Nam, còn ở phía Bắc các thuộc địa cung cấp gỗ và lông thú. Các khu vực rộng lớn của đất nông nghiệp tốt thu hút nhiều người đến sinh sống. 
Dần dần, những thuộc địa này chiếm thế thượng phong so với các nước láng giềng, đáng chú ý là Hà Lan (New York), sau đó là Pháp ở Louisbourg và Québec.

## Danh sách các thuộc địa

### Các thuộc địa cũ tại Bắc Mỹ

#### Lãnh thổ Canada
Các thuộc địa và lãnh thổ này đã trở thành một phần của Canada từ năm 1867 đến 1873 trừ khi có ghi chú khác:
- British Columbia
- Tỉnh Canada (được hình thành từ sự hợp nhất của Thượng Canada và Hạ Canada vào năm 1841)
- Nova Scotia
- New Brunswick
- Lãnh thổ tự trị Newfoundland (trở thành một phần của Canada vào năm 1949)
- Đảo Hoàng tử Edward
- Vùng đất Rupert (trở thành một phần của Canada với tên Manitoba và Các Lãnh thổ Tây Bắc)

#### Mười ba thuộc địa
Mười ba thuộc địa, mà đã trở thành bang đầu tiên của Hoa Kỳ sau năm 1781 phê chuẩn của Các điều khoản Hợp bang:
- Lãnh thổ Vịnh Massachusetts
- Lãnh thổ New Hampshire
- Thuộc địa Rhode và Đồn điền Providence
- Thuộc địa Connecticut
- Lãnh thổ New York
- Lãnh thổ New Jersey
- Lãnh thổ Pennsylvania
- Thuộc địa Delaware
- Lãnh thổ Maryland
- Thuộc địa Virginia
- Lãnh thổ Bắc Carolina
- Lãnh thổ Nam Carolina
- Lãnh thổ Georgia

#### Các thuộc địa Bắc Mỹ khác
Những thuộc địa này được mua lại vào năm 1763 và được nhượng lại cho Tây Ban Nha vào năm 1783:
- Tỉnh Đông Florida (từ Tây Ban Nha, được chuyển sang Tây Ban Nha)
- Tỉnh Tây Florida (từ Pháp một phần của phía đông Louisiana thuộc Pháp, đã nhượng lại cho Tây Ban Nha)

### Các thuộc địa cũ ở Caribe và Nam Mỹ
Các quốc gia ngày nay đã hình thành một phần của Tây Ấn thuộc Anh trước khi giành được độc lập trong thế kỷ XX:
- Antigua và Barbuda (giành được độc lập vào năm 1981)
- Bahamas (giành được độc lập vào năm 1973)
- Barbados (giành được độc lập vào năm 1966)
- Belize[1] (giành được độc lập vào năm 1981, trước đây gọi là Honduras thuộc Anh)
- Dominica (giành được độc lập vào năm 1978)
- Grenada (giành được độc lập vào năm 1974)
- Guyana (giành được độc lập vào năm 1966, trước đây gọi là British Guiana)
- Jamaica (giành được độc lập vào năm 1962)
- Saint Kitts và Nevis (giành được độc lập vào năm 1983)
- Saint Lucia (giành được độc lập vào năm 1979)
- Saint Vincent và Grenadines (giành được độc lập vào năm 1979)
- Trinidad và Tobago (giành được độc lập vào năm 1962)

### Lãnh thổ hiện tại
Các lãnh thổ hải ngoại của Anh ở châu Mỹ vẫn thuộc thẩm quyền của Vương quốc Anh:
- Anguilla
- Bermuda
- Quần đảo Virgin thuộc Anh
- Quần đảo Cayman
- Quần đảo Falkland
- Montserrat
- Quần đảo Turks và Caicos

### Lịch sử
- Canny, Nicholas. "Writing Atlantic History; or, Reconfiguring the History of Colonial British America." Journal of American History 86.3 (1999): 1093-1114. in JSTOR
- Hinderaker, Eric; Horn, Rebecca. "Territorial Crossings: Histories and Historiographies of the Early Americas," William and Mary Quarterly, (2010) 67#3 pp 395–432 in JSTOR